# Larmor-Baden
Larmor-Baden (tiếng Breton: An Arvor-Baden) là một xã ở tỉnh Morbihan trong vùng Bretagne tây bắc Pháp. Xã này có diện tích 3,93 km², dân số năm 1999 là 954 người. Khu vực này có độ cao từ 0-26 mét trên mực nước biển.
Cư dân của Larmor-Baden danh xưng trong tiếng Pháp là Larmoriens.